# Sture Mårtensson

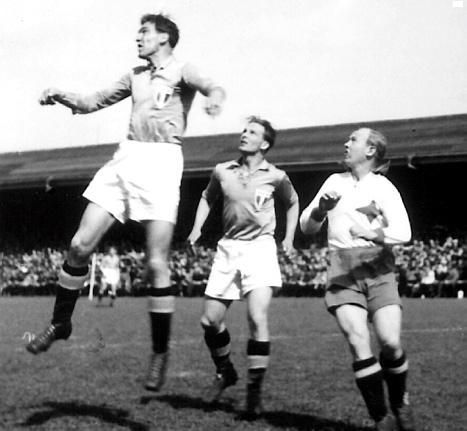
Sture Mårtensson skallar bort bollen i en allsvensk match mot IFK Norrköping den 6 maj 1945.

Sture Mårtensson, född den 27 april 1916, död den 15 februari 2004, fotbollsspelare, centerhalvback, tvåfaldig svensk mästare för Malmö FF 1944 och 1949, tre gånger landslagsman och inskriven i historien som en av Malmö FF:s genom tiderna mest framstående mittbackar.
Sture Mårtensson debuterade i Malmö FF 1937 och var lagkapten för det manskap, som tog föreningens första allsvenska guldmedaljer 1944. Han var även med i den MFF-uppställning, som tog guld 1949 och som inledde klubbens första allsvenska storhetstid med tre raka mästerskap. 
Mellan 1937 och 1949 spelade Sture Mårtensson 403 allsvenska matcher för Malmö FF och gjorde 25 mål. Han var lagets kapten under tio år. Tillsammans med Kjell Rosén och Kjell Hjertsson bildade han en av klubbens historiskt bästa halvbackslinjer. Under hela sin karriär var han lagets speluppläggare och obestridlige fältherre. Med sin starka fysik, som före detta brottare, sitt kraftfulla spel och sin längd ingöt han respekt hos motståndarna.
Efter sin fotbollskarriär kom Sture Mårtensson att bli uppmärksammad som konstkännare och stor konstsamlare. Han hade under sin aktiva tid investerat sina spelararvoden i aktier och konst och skapade härigenom en mångmiljonförmögenhet.